# ریو گرماین
ریو گرماین (انگلیسی: Ryo Germain؛ زادهٔ ۱۹ آوریل ۱۹۹۵) بازیکن فوتبال اهل ژاپن است.